# Elaeodendron pauciflorum
Elaeodendron pauciflorum är en benvedsväxtart som beskrevs av Louis René Tulasne. Elaeodendron pauciflorum ingår i släktet Elaeodendron och familjen Celastraceae. Inga underarter finns listade.